# Armando Suárez
Armando Suárez (* 1910 in Jalisco) war ein mexikanischer Fußballspieler und -funktionär, der in den 1930er-Jahren als Abwehrspieler für den Club Deportivo Guadalajara in der Liga de Occidente spielte und mindestens einmal (Saison 1934/35) zur Meistermannschaft dieser Liga gehörte. Außerdem war er in den Jahren 1937 und 1938 Präsident des Vereins.